# 히타 버스

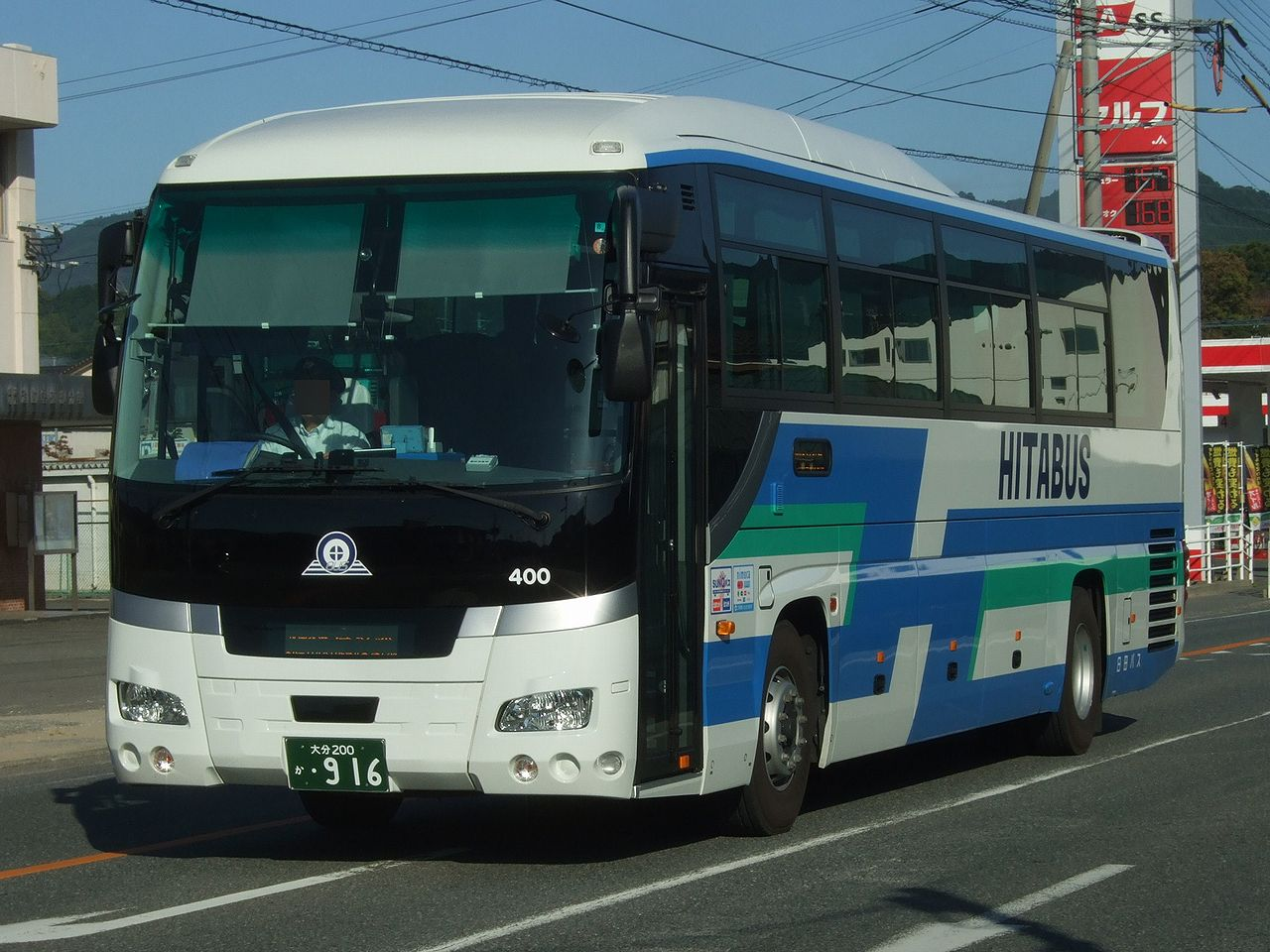
고속버스

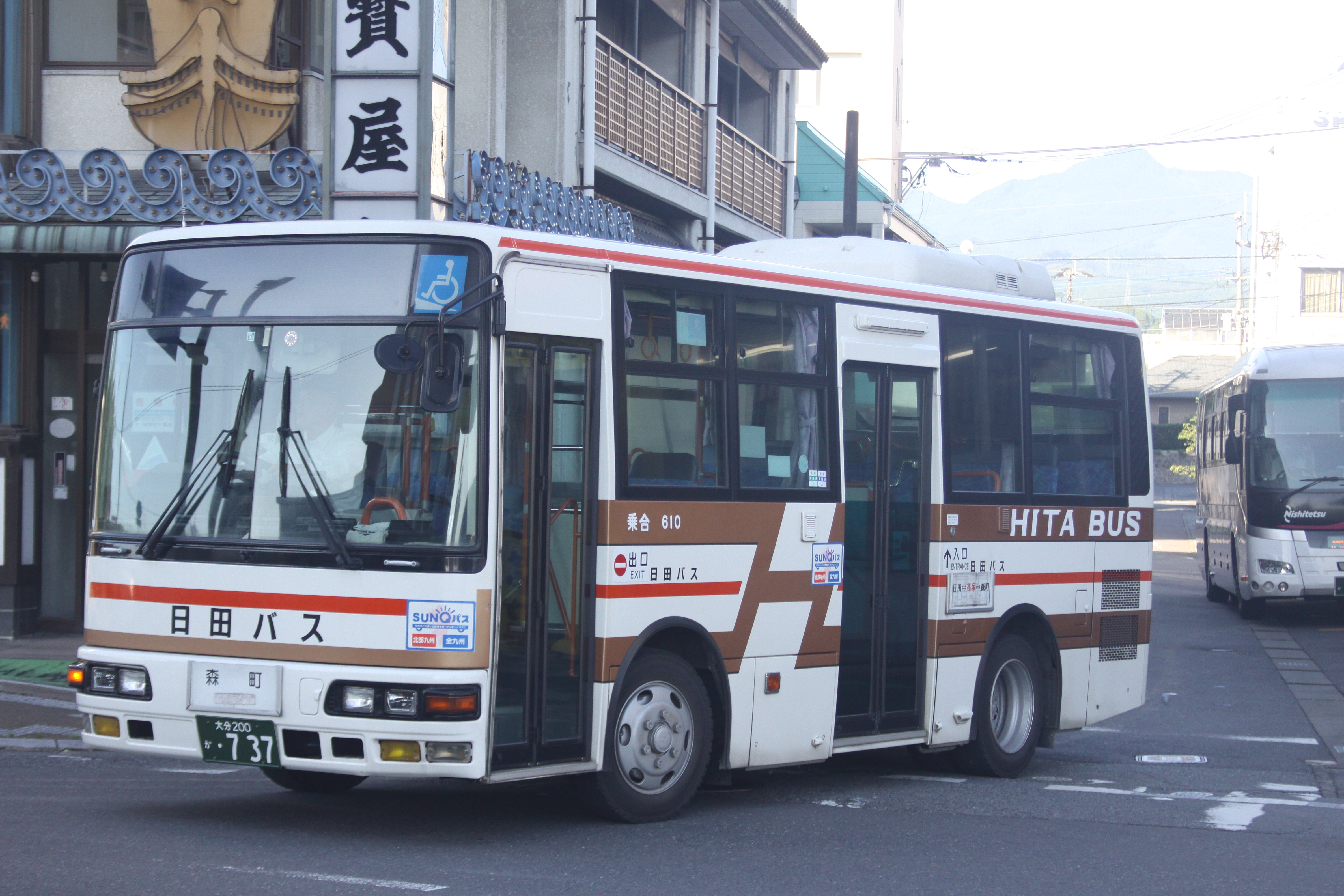
일반적인 노선버스

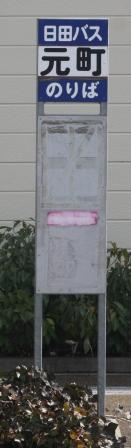
버스 정류장의 실질적인 예. (元町)

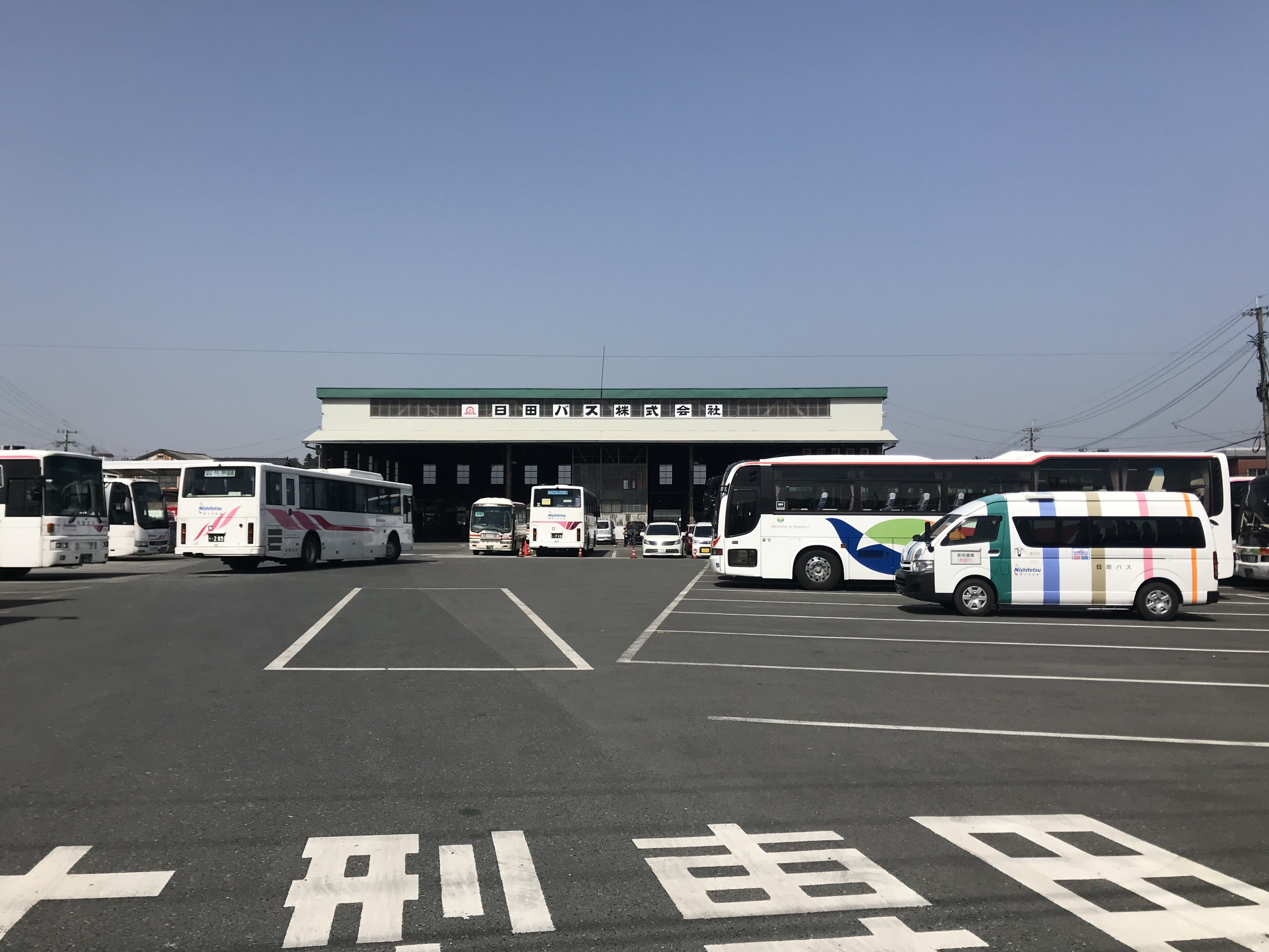
히타 정비공장 전경

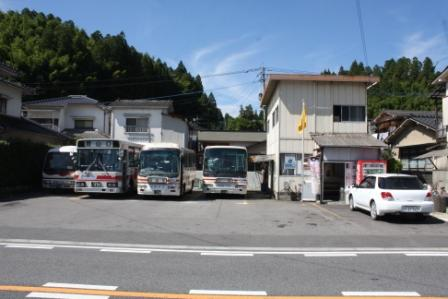
구스 영업소 전경

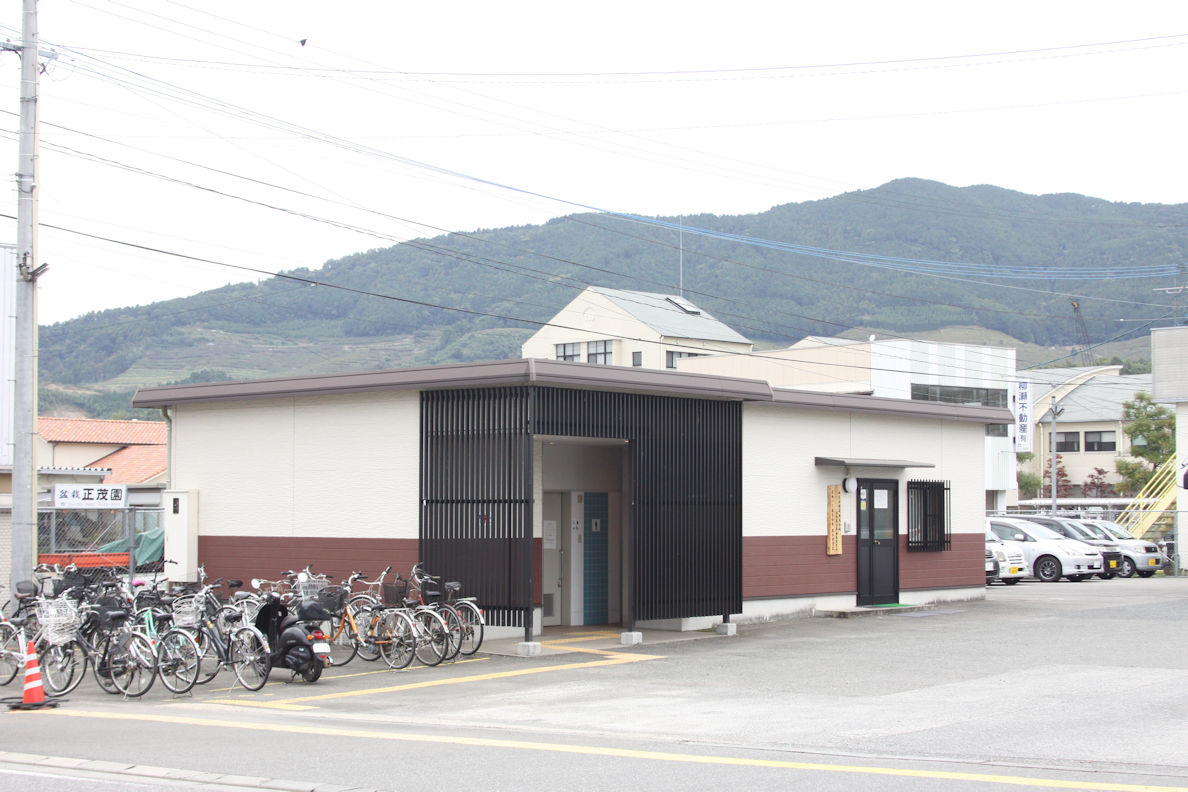
하기 영업소 전경

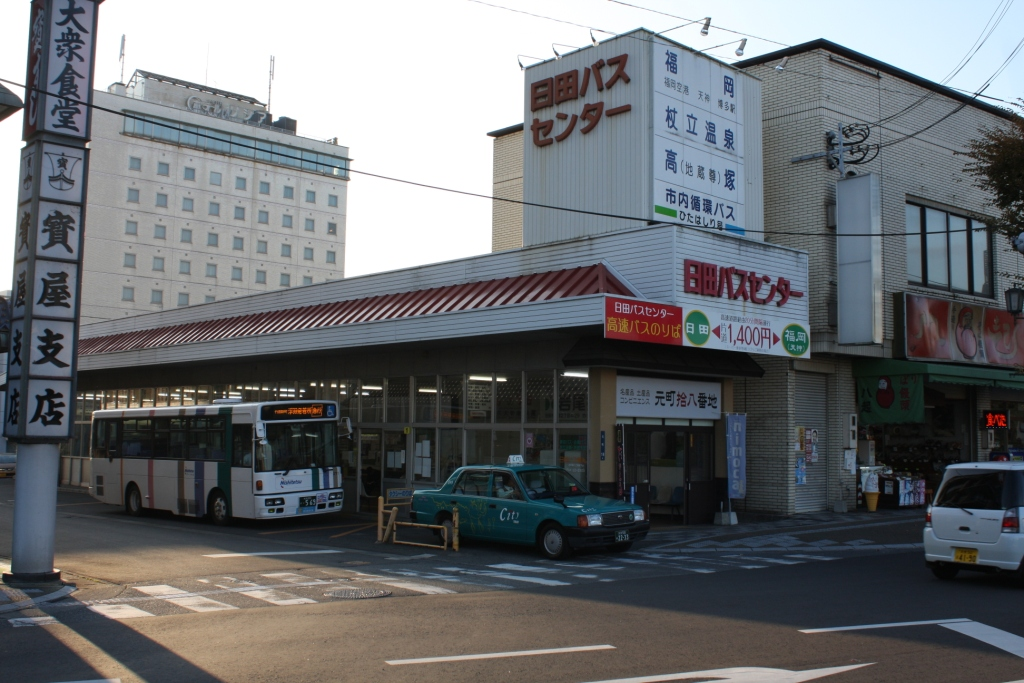
히타 버스 센터 전경. 히타 버스 터미널로 리뉴얼하기 직전의 모습.

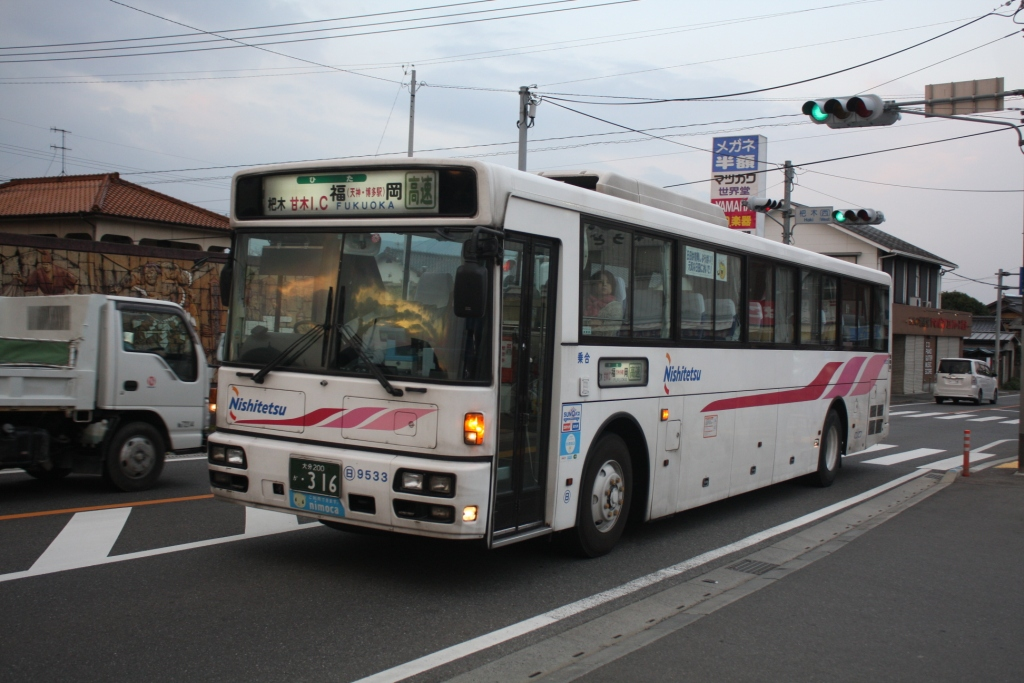
관리 및 수탁받아 운행되고 있는 니시테쓰 버스 히타 제2영업소 소속 고속버스인 '히타호' 차량이다.

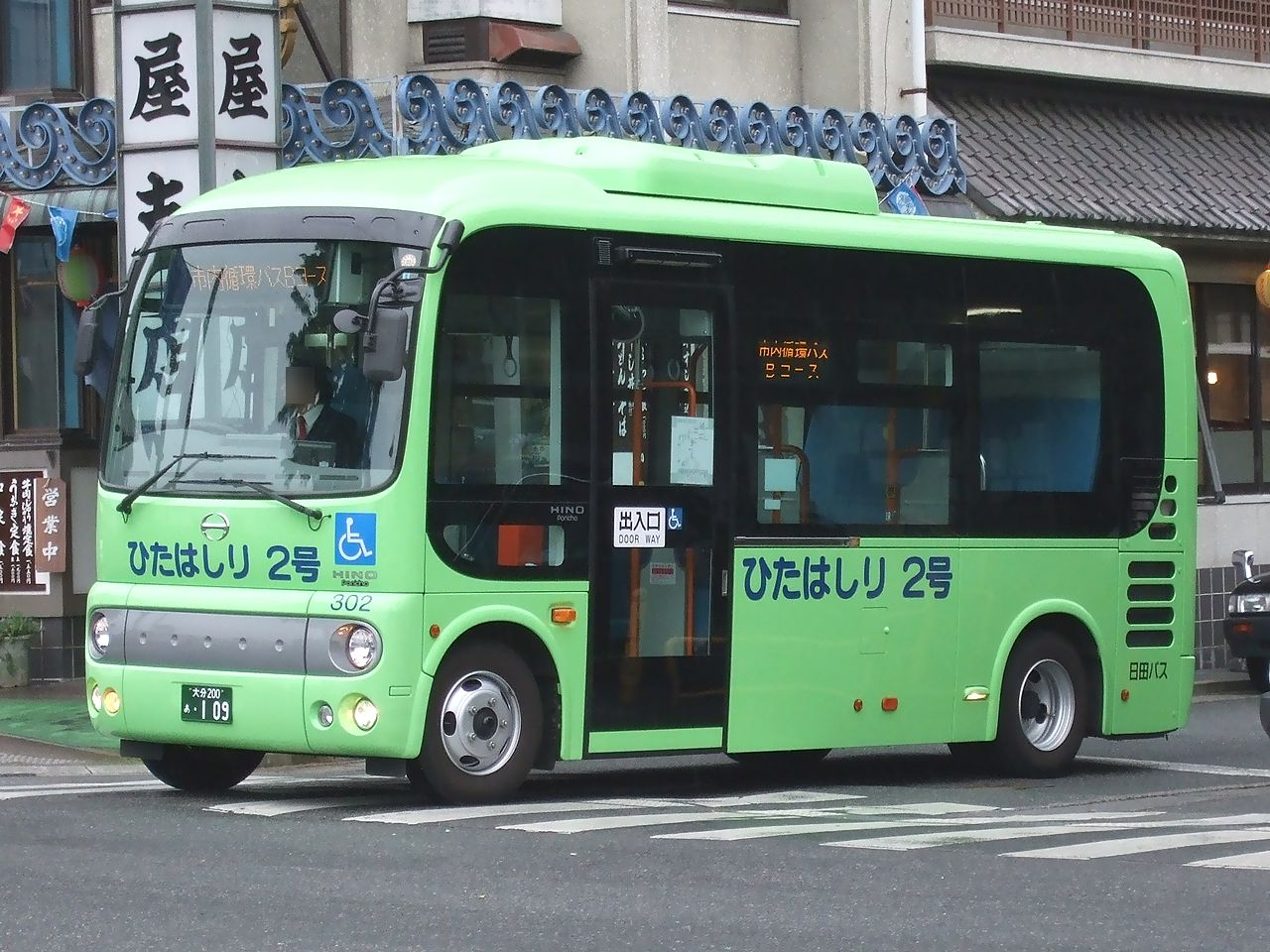
히타하노리호

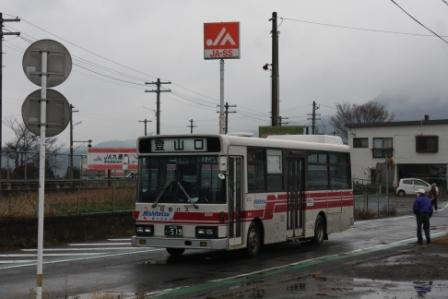
규다이 본선 에라 역 부근을 지나가고 있는 모리마치 - 마키노토 선의 차량 (2012년 11월)

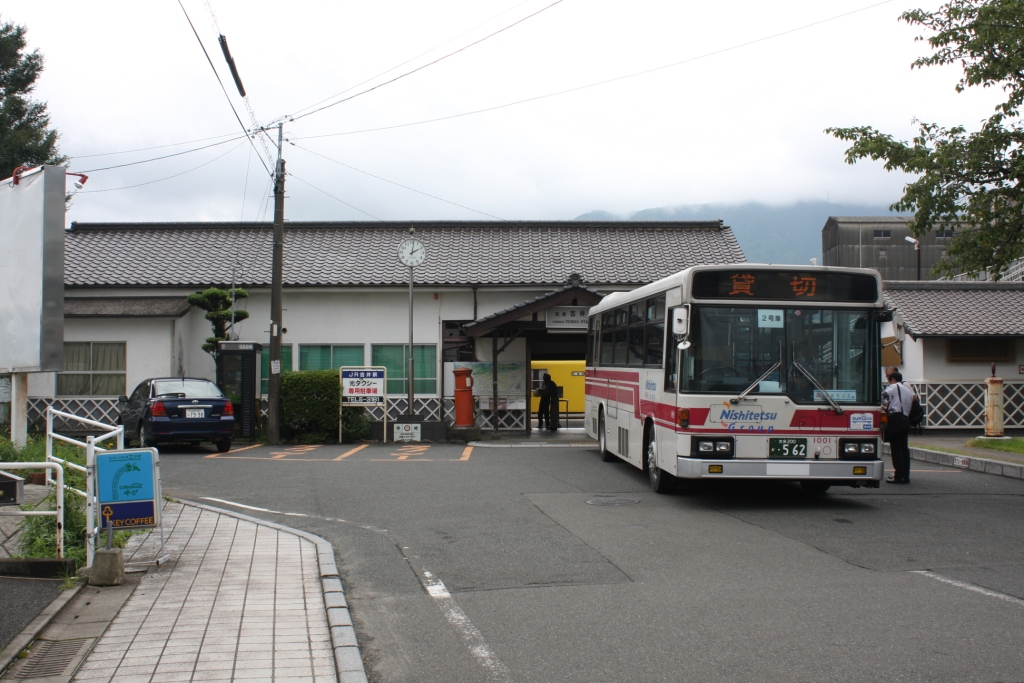
규다이 본선 지쿠고요시이 역앞에 정차중인 대행 버스 (2012년 8월)

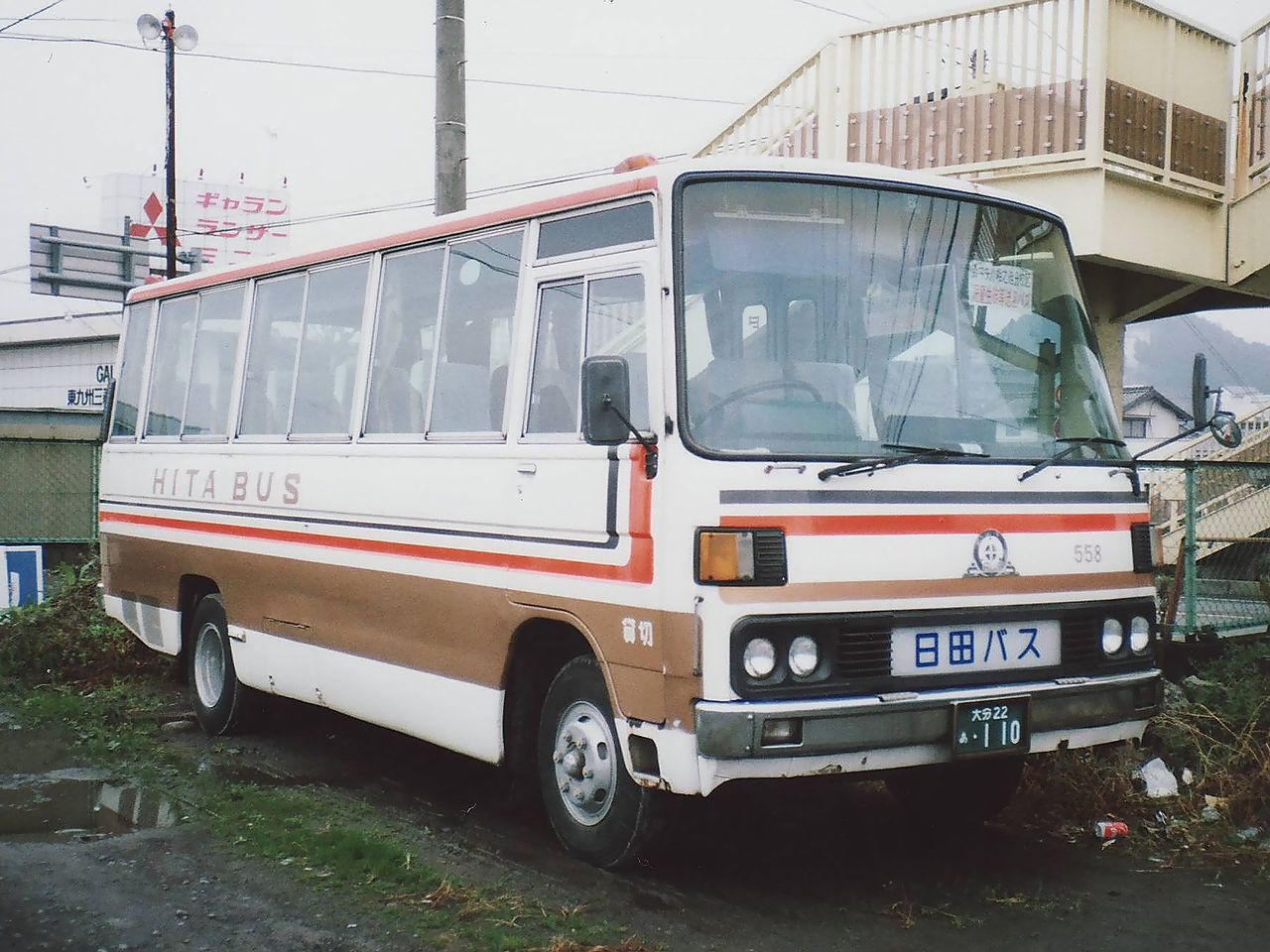
과거 운행되었던 대절 차량

히타 버스(일본어: 日田バス)는 오이타현 서부 지역을 위주로 영업하고 있는 서일본 철도 계열의 승합버스, 전세버스 노선을 위주로 운행하고 있는 전문적인 버스 운수 사업자이다. 공교롭게도 이 버스 운수사는 니시테쓰(西鉄)라는 네이밍이 아예 없는 니시테쓰 버스 계열의 유일한 운수 업체이다. 또 다른 업체는 니시테쓰의 지분을 투자하여 참여시키고 있는 가메노이 버스가 있다. 노선 버스는 주로 히타시, 구스군 구스정 등을 중심으로 운행되고 있으며, 일부의 경우 후쿠오카현과 구마모토현에도 물론 다녀가고 있다. 또한 히타시의 시지역 대중교통 종합 제휴 협의회로부터 위탁 및 수탁을 받아 운행되는 버스인 '히타하시리호'의 운행도 실시중에 있다. 그리고 구스군 고코노에정에도 노선 버스가 존재하였지만 2016년 10월 1일부로 노선이 아쉽게도 폐지된 적이 있다.

## 본사 및 영업소
본사의 소재지는 오이타현 히타시 혼마치 8-18번지(히타 영업소 내)에 위치하고 있으며, 다음과 같은 영업소들을 보유하고 있다.
- 히타 영업소 (히타시 혼마치 8-18)
  - 서일본 철도 히타 제2자동차 영업소를 별도로 병설시키고, 서일본 철도 소속의 고속버스 노선인 히타호의 수탁 관리를 받고 운행된다. 관리 위탁 차량에 붙이는 영업소 표기는 【○日】이다. 근처의 버스 정류장은 히타 영업소이다.
- 히타 정비공장 (히타시 히가시마치 1-35) - 옛 니시테쓰 히타 자동차영업소 부지
- 구스 영업소 (구스군 구스정 모리 1013-1) - 해당 건물의 간판에는 보통 구스영업'구(区)'를 별도로 표기함. 인접 버스 정류장은 모리마치 정류소.
- 하키 영업소 (후쿠오카현 아사쿠라시 하키이케다 534-2) - 2016년 11월 1일 개설. 근처의 버스 정류소는 하키 발착소(일본어판)이다.
  - 전세버스 영업소 및 서일본 철도 하키 제2자동차영업소를 병설시키고, 서일본 철도 소속 노선 버스인 아마기 간선(甘木幹線)의 일부 편성분도 수탁 운행됨. 관리 위탁 차량에 붙어 있는 영업소 표기는 대체적으로 【○杷】이다.
- 구스 정비공장 (구스군 구스정 오쿠마 184-1) - 한 때 자회사였던 옛 히타 버스 자동차공업 본사가 따로 병설되어 있다.

## 주요 버스터미널
- 히타 버스터미널 (옛 명칭 : 히타 버스센터)
  - JR 규슈 규다이 본선 히타역 건너편에 있다. 히타시의 시내를 발착하고 있는 모든 고속버스 노선(단, 오이타 자동차도만 통과하고 있는 노선들은 제외)은 물론, 일반 노선 버스가 발착하고 개찰 기능도 물론 행해진다.
- 하키 발착소(일본어판)
  - 후쿠오카현 아사쿠라시 하키이케다에 소재하고 있으며, 하키 영업소도 병설되어 있다.

## IC 카드 승차권
- 고속버스 노선은 규슈 이케다 묘지 기념공원을 제외한 모든 노선과 히타하시리호 그리고 니시테쓰를 통해 수탁 운영되고 있는 아마기 간선을 중심으로 IC 카드의 사용이 가능하다.

## 그 외의 업무
노선 버스 및 대절 버스 외의 여타 업무는 주로 일반 차량의 검사 및 정비, 구스정 일대를 종주하고 있는 복지 버스도 운행되고, 구스정과 고코노에정 등에 운행되는 스쿨버스의 운행 업무도 물론 행해진다. 기타 사업은 부동산 임대업과 보험, BT 내에서의 물품 판매도 행해진다.